# Lakagrynnan, Korsholm
Lakagrynnan är en ö i Finland. Den ligger i Norra kvarken och i kommunen Korsholm i den ekonomiska regionen  Vasa i landskapet Österbotten, i den västra delen av landet. Ön ligger omkring 19 kilometer nordöst om Vasa och omkring 370 kilometer norr om Helsingfors.
Öns area är 1,8 hektar och dess största längd är 310 meter i nord-sydlig riktning.